# Front Wyzwolenia Oromo

Flaga Frontu Wyzwolenia Oromo

Front Wyzwolenia Oromo (OLF) – operująca na obszarze Etiopii organizacja ludu Oromów. W swoich działaniach posługuje się metodami zbrojnymi. Rząd Etiopii uznaje OLF za grupę terrorystyczną, a jej działalność na terenie kraju jest nielegalna.
Front utworzony został w 1973 roku przez grupę oromskich nacjonalistów. Celem działalności OLF jest walka z wpływami etiopskimi (określa je mianem abisyńskich rządów kolonialnych) i doprowadzenie do niepodległości Oromów. Formacja wzięła udział w walkach z reżimem Dergu w trakcie wojny domowej. Po upadku junty członkowie frakcji kontynuowali swoją walkę z nowym rządem.